# Дмитриевка (Петровский район)
Дмитриевка — деревня в Петровском районе Саратовской области, входит в состав сельского поселения Синеньское муниципальное образование.

## География
Находится на расстоянии примерно 4 километра по прямой на север от районного центра города Петровск.

## История
Официальная дата основания 1905 год. Основана помещиком. В 1884 году 135 жителей, в 1914—262.

## Население
Постоянное население составило 50 человек (русские 80 %) в 2002 году, 27 в 2010.